# Белое (озеро, исток Сережа)
Бе́лое (также Ак-Холъ) — проточное озеро ледникового происхождения на территории Шарыповского муниципального округа Красноярского края. Площадь водной поверхности 52,8 км². Относится к бассейну реки Чулым.
Озеро Большое находится недалеко от поселков Можары, Белоозёрка и Шушь, рядом с государственным заказником «Березовая дубрава». Представляет собой продолговатой формы водоём, находящийся на высоте 303 м над уровнем моря. Длина озера — 17,4 км, ширина колеблется от 2,2 до 5 км. Площадь водосборного бассейна — 1560 км². На востоке сообщается с озером Большой Косоголь через вытекающую реку Сереж. Значительно обмелело с 1990-х годов, когда его глубина его достигала 5 м, последние измерения показывают не больше 2 м. Вода имеет слабый свинцово-серебристого оттенка с проблесками белого, состав воды — хлоридно-гидрокарбонатный натриево-магниевый. Дно песчаное, у берегов илистое. Грязь озера, свойства которой требуют специальных исследований, имеет тёмно-серую окраску и слабый запах сероводорода; используется для лечения.
Богато рыбой, водятся: щука, карась, окунь, ёрш и пелядь.
Озеро посещается местными жителями и рыбаками и зимой, и летом, однако подлёдная рыбалка зимой не так успешна, поскольку озеро промерзает почти до дна.
Код объекта в государственном водном реестре — 13010400111115200000955.